# Безруков, Дмитрий Анатольевич
Дмитрий Анатольевич Безруков (род. 9 ноября 1977, Казань) — российский хоккеист, нападающий.

## Биография
Воспитанник казанского СК им. Урицкого / «Итиля». Начинал играть в дубле команды (1993/94 — 1996/97), в сезоне 1996/97 провёл один матч в РХЛ. В дальнейшем играл за клубы «Нефтехимик» Нижнекамск (1997/98 — 2001/02, 2003/04), «Нефтяник» Лениногорск (1999/2000), «Спартак» Москва (2002/03), «Северсталь» (2003/04), «Молот-Прикамье» (2004/05), «Торпедо» Нижний Новгород (2004/05 — 2005/06), «Нефтяник» Альметьевск (2006/07).
На драфте НХЛ 2001 года был выбран в 8-м раунде под общим 259-м номером клубом «Тампа-Бэй Лайтнинг».
Женат, двое детей.